# Sefforis
Sefforis (in greco antico: Σέπφωρις?, Sepphōris; in arabo صفورية‎?, Ṣaffūriyya), nota anche come Diocesarea (in latino Diocaesarea, in greco antico: Διοκαισάρεια?, Diokaisáreia), Zippori o Tzipori (in ebraico ציפורי‎?), è stata una città della Bassa Galilea.
Esistente già in età antica, fu una città che subì influenze assire, ellenistiche, giudee, babilonesi, romane, bizantine, islamiche, crociate, arabe e ottomane ed è ritenuta come luogo di nascita dei santi Anna e Gioacchino, genitori di Maria, madre di Gesù. Sede di uno dei cinque sinedri ebraici, sotto l'imperatore Nerone divenne capitale della Galilea.
Nei pressi della città, spopolatasi nel 1948 in seguito all'operazione Dekel per la conquista della vicina Nazareth, è stato fondato un moshav israeliano nel 1949 denominato Zippori. L'intera area della città antica è stata ricompresa nel 1992 nel Parco nazionale di Zippori.

## Storia

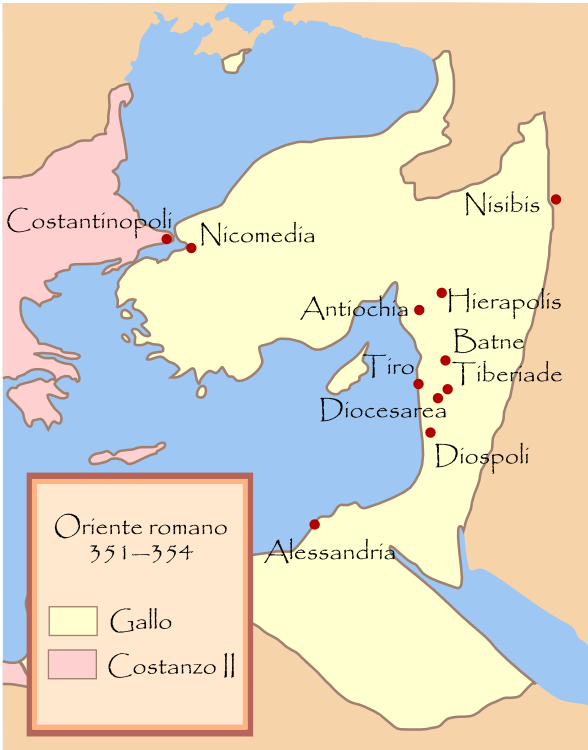
Mappa dell'Oriente romano sotto Costanzo Gallo (351-354)

La data di fondazione della città è oggetto di dibattito, ma sicuramente Zippori esisteva già nel VII secolo a.C., quando fu fortificata dagli Assiri; divenne poi un centro amministrativo babilonese, ellenistico e persiano. In questo periodo la città era nota come Sepphoris.
Nel 104 a.C. le tribù degli Asmonei, che avevano sotto il proprio controllo la maggior parte della zona, reclamarono la propria sovranità sulla città, sotto Alessandro Ianneo o Aristobulo I. Il nome della città venne cambiato in Tzippori, probabilmente derivandolo dall'ebraico tsippor, "uccello", in quanto la città permetteva di controllare la zona dall'alto. Con la costruzione di un teatro da 5.000 posti, Antipa ne farà la capitale, anche culturale, del suo regno. Come mostrato anche dal nome greco Autokratis, da secoli era parlata diffusamente in queste zone la koinè alessandrina, che Alessandro Magno aveva imposto come lingua del governo, della cultura e del commercio dopo la conquista palestinese del 331 a.C.
Il proconsole della Repubblica romana Aulo Gabinio divise il regno asmoneo in cinque distretti: Zippori passò sotto diretto controllo romano nel 37 a.C., quando Erode il Grande la strappò a Mattatia Antigono, pare durante una tempesta di neve.
Dopo la morte di Erode nel 4 a.C., gli abitanti della città, per lo più Ebrei, organizzarono una ribellione contro il dominio romano. L'esercito romano intervenne, sotto il comando del governatore della Siria, Publio Quintilio Varo, e distrusse completamente la città e ridusse in schiavitù gran parte della popolazione.
Il figlio di Erode il Grande, Erode Antipa, nominato tetrarca ("governatore") nell'anno 1, fece ricostruire la città e le cambiò il nome in Autocratis, definendola "ornamento della Galilea"..
Gli abitanti di Autocratis non parteciparono alla prima guerra giudaica contro i Romani del 66, anzi, avendo stipulato un precedente patto con l'esercito romano (che qui stazionava con una guarnigione), aprirono le porte della città al generale Tito Flavio Vespasiano nel 67, quando questi venne inviato sul luogo a reprimere la rivolta. Il premio per la città fu quello di essere risparmiata, assieme a Tiberiade, dalla distruzione che colpì molte altre città ebraiche, tra cui Gerusalemme. Le monete coniate dalla città all'epoca della prima rivolta giudaica recano le iscrizioni Neronias ed Eirenopolis ("città della pace"). Dopo la rivolta, la simbologia utilizzata sulle monete fu un po' differente da quella utilizzata dalle circostanti città pagane con raffigurazioni di corone, palme, caducei e spighe d'orzo.
Poco prima della rivolta di Bar Kokhba, il nome della città divenne Diocaesarea, in onore di Zeus e dell'imperatore romano. Dopo la rivolta (132-135) molti Ebrei si trasferirono a Diocaesarea, facendone il centro della vita religiosa della Galilea. Nei secoli successivi, Diocaesarea accolse Judah haNasi, uno degli autori della Mishnah (un commento della Torah) e, per breve tempo, il Sinedrio, il principale tribunale religioso ebraico. La prosperità della città aumentò in conseguenza dell'essere al centro di una delle vie commerciali dell'epoca.
Nel 351 scoppiò una rivolta ebraica contro i Romani. La ribellione, che ebbe il suo epicentro proprio a Diocesarea, iniziò con l'assalto notturno alla guarnigione romana, che venne distrutta, e che permise agli Ebrei di procurarsi le armi necessarie; in seguito uccisero gli abitanti di etnicità diversa, come gli Elleni e i Samaritani. Il cesare d'Oriente Costanzo Gallo inviò (351 o 352) il suo magister equitum Ursicino a sedare la rivolta nel sangue: ordinò che venissero uccisi molte migliaia di rivoltosi, anche quelli tanto giovani da non essere un pericolo, e che le città ribelli di Diocesarea, Tiberiade e Diospoli fossero rase al suolo.
Nel 363 Diocaesarea venne distrutta da un terremoto, ma ricostruita subito dopo, mantenendo la sua importanza all'interno della comunità ebraica della Galilea sia dal punto di vista sociale che spirituale. Ebrei e Romani pagani vissero pacificamente gli uni accanto agli altri, mentre in seguito la città accolse anche Cristiani.
Secondo la tradizione cristiana, i genitori di Maria, Anna e Gioacchino, erano originari di Zippori. Alcuni studiosi ritengono inoltre che Gesù abbia lavorato da giovane per qualche tempo a Zippori insieme al padre Giuseppe.
In epoca islamica, Ṣaffūriyya fece parte del Principato di Galilea e Tiberiade, il cui signore fu, all'epoca della battaglia di Hattin, il conte Raimondo III di Tripoli.